# Francesca Galizia
Pour les articles homonymes, voir Galizia.
Francesca Galizia, née le 21 février 1981 à Putignano (Italie), est une femme politique italienne.

## Biographie
Francesca Galizia naît le 21 février 1981 à Putignano. Elle travaille comme employée dans le service de recrutement de Ryanair.
Elle est élue députée lors des élections générales de 2018.